# بالابانوفو
شهر بالابانوفو (به روسی: Балабаново) در کشور روسیه و در اوبلاست کالوگا واقع شده‌است.